# 印度農民自殺問題
印度農民自殺問題 （英語：farmers' suicides in India）談論的是該國自1970年代開始發生的多起農民自殺事件，原因為他們無力償還主要是來自放高利貸者和銀行的借款。印度是個農業國家，約有70%的農村人口直接或間接以務農為生，農業部門的產出於2023年印度經濟中佔比有15%，根據印度統計與計畫執行部（NSSO）提供的數據，農業部門於2022年僱用的人數約佔印度勞動力的45.5%。印度活動人士和學者對於農民自殺問題提出幾個相互矛盾的原因，例如不利於農民的法律、債台高築、不良政府政策、補助金貪腐、農作物歉收、心理健康問題、個人與家庭問題。
印度國家犯罪記錄局（NCRB）提供的數據顯示該國於1995年至2014年期間累計有296,438名農民自殺身亡，而在2014年至2022年的9年間，自殺身亡的農民為100,474人。印度於2022年共有11,290名農業部門人員（5,207名農民和6,083名農工）自殺，佔全國自殺者總數的6.6%。
印度農民在截至2005年為期10年間的自殺率，每10萬人中有1.4人至1.8人。然而在2017年和2018年的數據顯示該國平均每天有超過10名農民自殺（即每年自殺的人數僅為5,760人）。有人指責該國各邦操縱農民自殺數據，而實際數字可能會更高。

## 歷史

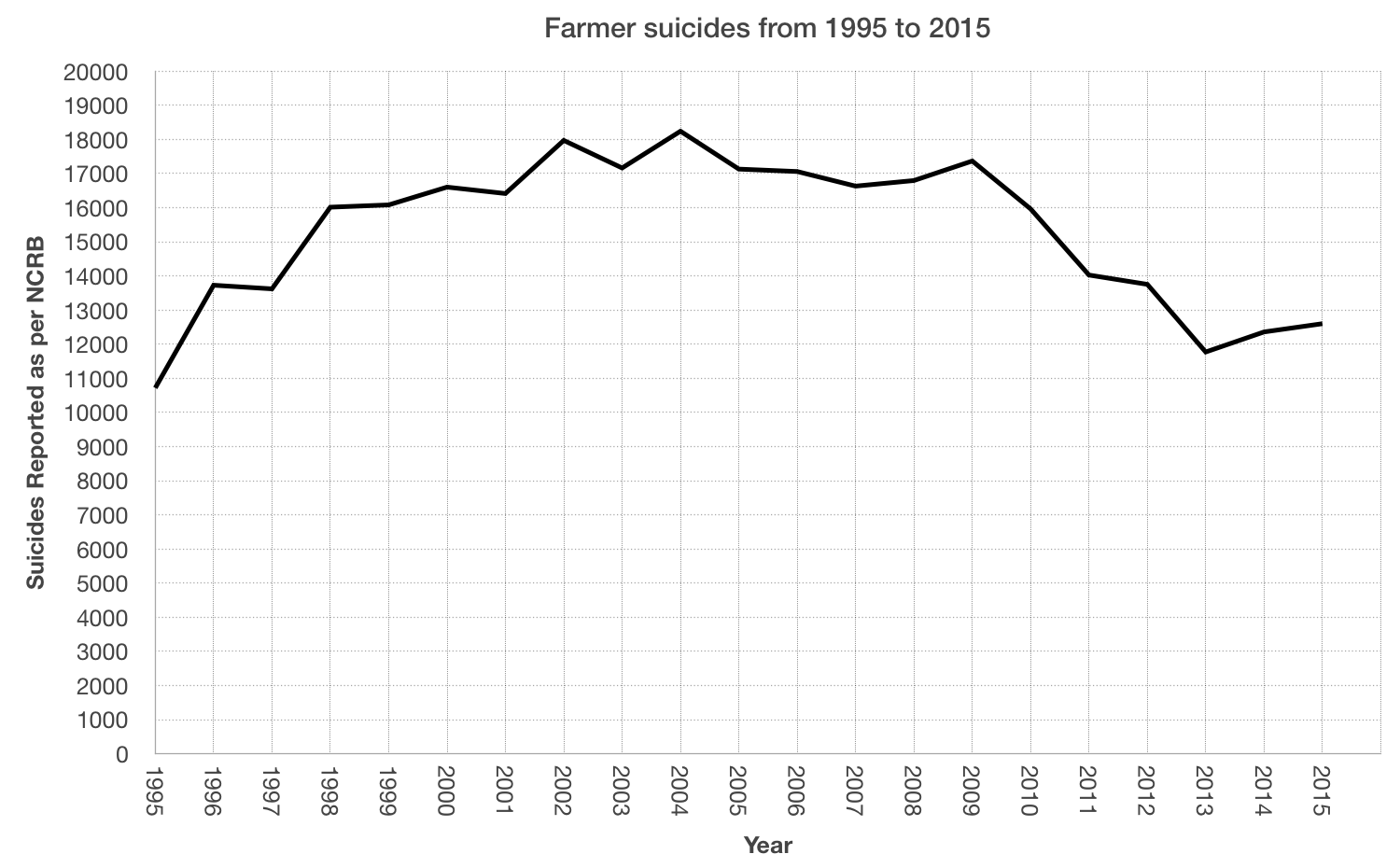
由印度國家犯罪記錄局（NCRB）發佈的該國農民於各年的自殺人數。

有關印度農民，特別是經濟作物農民的不滿、反抗和高死亡率的歷史記錄可追溯到19世紀即有。然而因此而自殺的情況卻很少見。英屬印度於1870年代徵收高額土地稅，無視頻繁的飢荒對農業產出或生產力的影響，均要求以現金支付，再加上殖民時期對高利貸、放債者和地主權利的保護，造成種植棉花和其他作物農民普遍的貧窮和不滿，最終導致德干暴動於1875-1877期間發生。
英國殖民政府於1879年頒佈《德干農民救濟法（Deccan Agriculturists' Relief Act in 1879,）》，限制放債人向德干棉農收取的利率，但只選擇性適用於種植外貿用棉花的地區。印度殖民地於1850年至1940年代，在以農業為主的地區的農村死亡率非常高。但與飢餓相關的死亡人數遠超過自殺的，後者被官方歸類為"傷害"。於1897年，印度當時的中央邦因"傷害"而死亡的比率，每10萬人有79人，而在當時的孟買邦，此類死亡率每10萬人有37人。
研究人員Ganapathi和Venkoba Rao就1966年坦米爾那都邦部分地區的自殺事件進行研究，而提出限制農民取得有機磷化合物（農藥）的建議。同樣的，研究人員南迪等人（Nandi et al.）於1979年指出免費提供的農業殺蟲劑在西孟加拉邦農村自殺事件中的作用，並建議對其供應作監管。研究人員Hegde對1962年至1970年間於卡納塔卡邦北部村莊的農村自殺情況進行研究，指出自殺發生率為每10萬人口有5.7人。研究人員Reddy在1993年進行的過往數據研究，顯示安德拉邦的農民自殺率居高不下，且與耕作規模和生產力密切相關。
大眾媒體對印度農民自殺的報導始於1990年代中期，尤其是印度專欄作家帕拉古米·賽納特撰寫的。此問題在2000年代引起國際社會關注，也導致印度政府開始採取各種救濟措施。
印度內政部所屬的印度國家犯罪記錄局（NCRB）自1950年代開始即持續收集和發佈印度的自殺統計數據（印度年度意外死亡和自殺報告），而從1995年開始單獨收集和發佈農民的自殺數據。

## 受影響的印度邦
馬哈拉什特拉邦受農民自殺事件的影響最為嚴重，於1995年至2013年期間有超過6萬人因此死亡。
根據NCRB的數據，2022年農民自殺發生率最高的是馬哈拉什特拉邦（4,248人）、卡納塔卡邦（2,392人）、安德拉邦（917人）、坦米爾納都邦（728人）和中央邦（641人）。這5個邦的農民自殺事件合計佔全國農業部門自殺事件總數約80%，佔農民自殺人數約85%。

## 自殺原因
人們提出多種造成印度農民自殺的原因，有洪水、乾旱、債務、基因改造種籽使用、公共衛生以及由於無力負擔農藥使用而導致農產下降。但對於何者為主因，並未達成共識，而研究顯示造成農民自殺的動機不只一種，平均有三種或是更多，而主因是無力償債。世界銀行經濟學家帕納加里亞（Panagariya）表示，"由農業本身問題而導致的自殺只佔25%"，而"研究顯示，導致農民自殺具一致性的證據是過重的債務及民間借貸"。
| 印度農民自殺原因. (2002年)                                | % (佔比) |
| 農作物歉收                                                | 16.84    |
| 其他原因 (例如參加互助會)                                 | 15.04    |
| 與配偶間發生問題等                                        | 13.27    |
| 慢性疾病                                                  | 9.73     |
| 女兒出嫁（籌措嫁妝）                                      | 5.31     |
| 政治參與                                                  | 4.42     |
| 財產糾紛                                                  | 2.65     |
| 債務負擔                                                  | 2.65     |
| 農產品跌價                                                | 2.65     |
| 舉債過多 (建屋)                                           | 2.65     |
| 非農業活動造成損失                                        | 1.77     |
| 鑿井取水失敗                                              | 0.88     |
| ¶附註: 理由由近親及朋友而得，導致自殺發生的理由不止一種。 |          |

於2014年進行的一項研究發現具高自殺風險的農民有三個具體特徵："種植咖啡豆和棉花等經濟作物者、擁有不到一公頃"邊際"農地者以及負債達300印度盧比或更多者。研究也發現，這三個特徵出現最高的印度各邦，其自殺率最高，在自殺率差異因素中的佔比達到近75%"。
於2012年進行的一項研究，對在馬哈拉什特拉邦的維達爾巴（Vidarbha）農村地區的農民自殺情況進行調查，並應用史密斯顯著性法（Smith's Saliency method）對因自殺而失去親人的農民家庭中所表達的原因進行定性排名。自殺背後原因依重要性排序，依次為：債務、酗酒、環境、農產品價格低、壓力和家庭責任、冷漠、灌溉不足、種植成本增加、私人放債、購置化肥成本和農作物歉收。以此觀察，債務和家庭責任的評級明顯高於化肥和農作物歉收。於2006年在同一地區進行的另一項研究也發現負債（佔87%）和經濟狀況惡化（佔74%）是導致自殺的主因。
於2004年至2006年期間進行的研究確定農民自殺的幾個原因，例如信貸體系不足或是不良、半乾旱地區耕作困難、農業收入低、缺乏替代收入機會、城市經濟低迷迫使非農民進行農業活動，加入競爭以及缺乏適當的諮詢服務。 孟買高等法院應全印度生物動力和有機農業協會（All India Biodynamic and Organic Farming Association）的要求，於2004年請塔塔社會科學研究所編製一份關於馬哈拉什特拉邦農民自殺事件的報告，塔塔研究所於2005年3月提交。報告指出，"政府漠不關心、農民缺乏保障、資訊不足是導致該邦農民陷入絕境的主因"。
印度於2002年進行的一項研究，結果顯示從事創業活動（例如涉足新作物、經濟作物和追隨市場趨勢）的受害者與受到一系列限制而未能實現預期目標之間存在關聯。

### 政府經濟政策
Utsa Patnaik、Jayati Ghosh和Prabhat Patnaik等經濟學家認為印度政府宏觀經濟政策的結構性變化（有利私有化、自由化和全球化）是導致農民自殺的根本原因。商業經濟學家對此觀點予以反駁。

### 基因改造作物
許多社會活動團體和研究提出昂貴的基因改造作物與農民自殺之間有關聯。種植蘇力桿菌棉被稱是導致農民自殺的原因，這種棉花種籽的價格幾乎是普通棉籽的兩倍。高昂的成本迫使許多農民借入更多的錢，而私人放債者可能會收取高達60%的年息。放債人會強迫農民以低於市場價格的價格向他們出售棉花以還債，而造成農民債台高築與經濟壓力，最終走上自殺一途。即使採用基因改造棉籽，農業成本增加與產量下降也常被認為是印度中部農民狀況惡化的原因。 於2015年在同行審查的科學期刊《歐洲環境科學》上發表的一項研究報告，提出印度雨養地區的農民自殺率與"基因改造抗蟲棉採用率的增加直接有關聯"。導致自殺的因素包括"此種棉花成本高"和"引入後生態破壞和收成損失"。而有些學者說這種基因改造抗蟲棉的理論在某些前提假設上存在不足，且未能充分考慮田間的實際狀況。

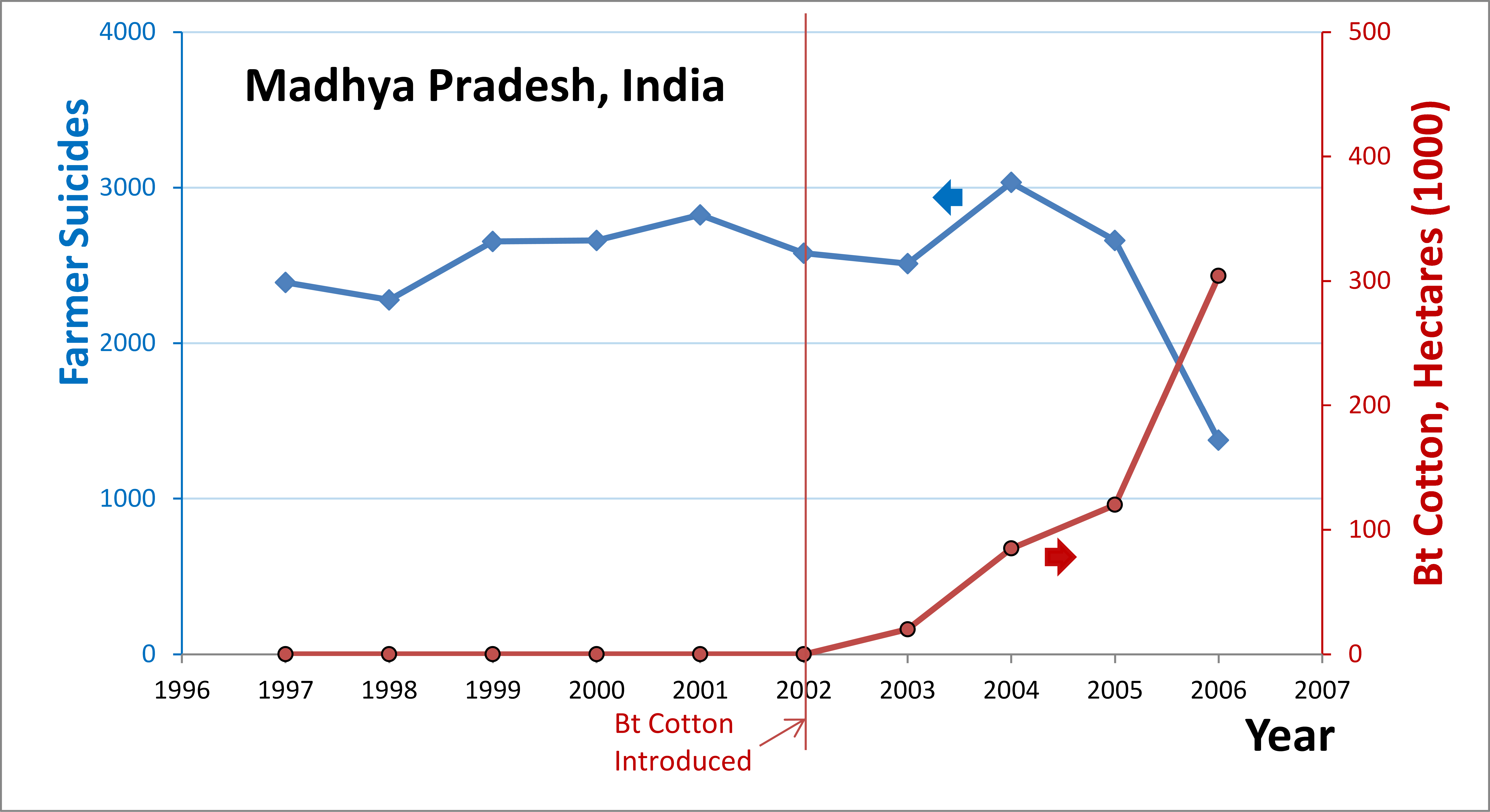
在蘇力桿菌棉（一種基因改造抗蟲棉）於2002年引進中央邦後，其種植面積與農民自殺率的時間趨勢。

國際食物政策研究所（簡稱IFPRI，總部設於華盛頓哥倫比亞特區，為一倡導採用農業技術創新的智庫）於2008年發表一份報告，指出"我們甚至連種植傳統棉花農民的自殺數據都缺乏，更遑論基因改造的蘇力桿菌棉。"而由於研究者缺乏直接的數據，只能採用次佳的方法來評估蘇力桿菌棉與農民自殺之間可能存在的關係。因此在種植蘇力桿菌棉和農民自殺之間並無明確的關係。但報告也指出無法排除"蘇力桿菌棉可能在安德拉邦和馬哈拉什特拉邦農民自殺事件於2004年激增中發生作用" 。報告還指出，農民自殺早於孟山都於2002年正式引入蘇力桿菌棉的種植（另有納夫巴拉特種籽公司（Navbharat Seeds ）於2001年非正式引入），此類自殺從1997年開始即在全國總體自殺率中佔有相當穩定的比例。報告指出，雖然蘇力桿菌棉可能是特定自殺的因素，但與社會經濟因素相比，影響力可能微不足道。研究人員Gruere等人提出在印度其他地方，如中央邦自2002年以來引入蘇力桿菌棉和種植增加，而該邦農民於2006年自殺總數卻下降。然後他們質疑蘇力桿菌棉種植增加對馬哈拉什特拉邦農民自殺的影響到底是將情況改善或是將之惡化。
IFPRI的研究人員於2011年在《發展研究雜誌》上發表一篇關於蘇力桿菌棉與印度農民自殺之間關係的證據綜述，表示"現有數據顯示並無"農民自殺率回升"的證據。此外，蘇力桿菌棉的種植在印度總體上績效良好。"農業經濟學家馬廷·卡伊姆發現不論學術證據為何，蘇力桿菌棉在印度仍存在爭議。印度的反生物技術活動團體重申他們認為證據表明蘇力桿菌棉與農民自殺之間存在聯繫，而大眾媒體持續宣揚這一說法。將農民自殺與生物科技產業連結，導致公眾對政策制定過程產生負面看法。
研究人員Stone認為基因改造棉花的引進和擴張，導致各方競相傳播錯誤訊息，加劇農民的困境：活動人士以牲畜死亡和農民自殺的聳人聽聞的說法助長蘇力桿菌棉失敗和遭拒的傳說持續存在，而另一方卻根據實際上並無結論的文獻，錯誤地宣稱種植蘇力桿菌棉取得重大成功。Stone表示種植棉花農民的情況很複雜，並且不斷變化。研究人員吉爾伯特（Gilbert）在2013年《自然》雜誌上發表的一篇文章中指出，"基因改造蘇力桿菌棉於2002年的引入與印度農民自殺率的上升無關，與通行的傳說恰恰相反"。
而研究人員Ian Plewis在2014年發表的一篇評論中指出，"現有數據並不支持農民自殺率在引入蘇力桿菌棉後有所增加的觀點。將所有各邦的數據綜合，有證據支持相反的假設：男性農民自殺率實際上在2005年後有所下降，在此前卻呈上升趨勢"。

### 政府補助及資金的錯誤配置
根據中央政府和NCRB的報告，該國於1993年至2018年期間的農業補貼主要流向種籽和化肥的生產商和經銷商，而非農民。 該國於2017年向新德里和昌迪加爾這兩個沒農民的城市的實體提供3,500億印度盧比的貸款和補貼。同樣的，在馬哈拉什特拉邦，60%的政府貸款和補貼發放給位於孟買的個人和實體。這導致資金在政府、銀行、大小不等的公司和政客之間流通，而沒任何資金進入農民口袋，讓他們的困境更為惡化。大多數農民的貸款金額均低於50,000印度盧比。

### 嚴峻乾旱
由於印度的灌溉設施落後，有多達79.5%的農地依賴季風季節的降水，降雨不足會導致乾旱，而導致農作物歉收。氣候變化增加印度發生乾旱的頻率和範圍。根據《聯合國防治荒漠化公約》，印度於2020-2022年期間有近3分之2的地區容易發生乾旱。當乾旱發生，農作物產量隨之下降，供養牛的草地更為稀缺，農民自殺率也隨之上升。

### 自殺意念
經濟學家帕特爾（Patel）的研究發現印度南部各邦的自殺率是北部一些邦的10倍。帕特爾和其研究團隊說，這種差異並非是對個人的死亡做錯誤分類的結果。印度南部最常見的自殺原因是社會問題的綜合影響，例如人際關係和家庭問題、經濟困難和既有的精神疾病。印度南部的文化與一些高收入國家一樣，也接受自殺意念。帕特爾等人認為印度南部各邦的高自殺率可能部分是因為社會接受自殺作為應對困難的一種手段。農民自殺者倖存家庭成員的自殺意念是另一個令人擔憂的問題。最近的一項研究顯示幾乎3分之1的自殺者留下的家庭成員在受評估前一個月就曾興起自殺的念頭。

### 債務
印度農民的許多自殺事件都與他們累積的巨額債務和利息有關。根據帕拉古米·賽納特於2006年發表的研究報告，安德拉邦、旁遮普邦、卡納塔卡邦和馬哈拉什特拉邦的農民有債務在身的比率分別為70%、65%、61%和60%。

### 馬哈拉什特拉邦政府實地調查
馬哈拉什特拉邦政府對其農民自殺總數為印度之最的情況感到擔憂，因此委託印地拉·甘地發展研究所進行實地調查。所發現農民自殺的主要原因是：債務、低收入和農作物歉收、家庭問題（例如疾病和無力支付女兒的嫁妝），缺乏產生第二份收入的副業，也缺乏增加收入的機會。

## 農民自殺統計

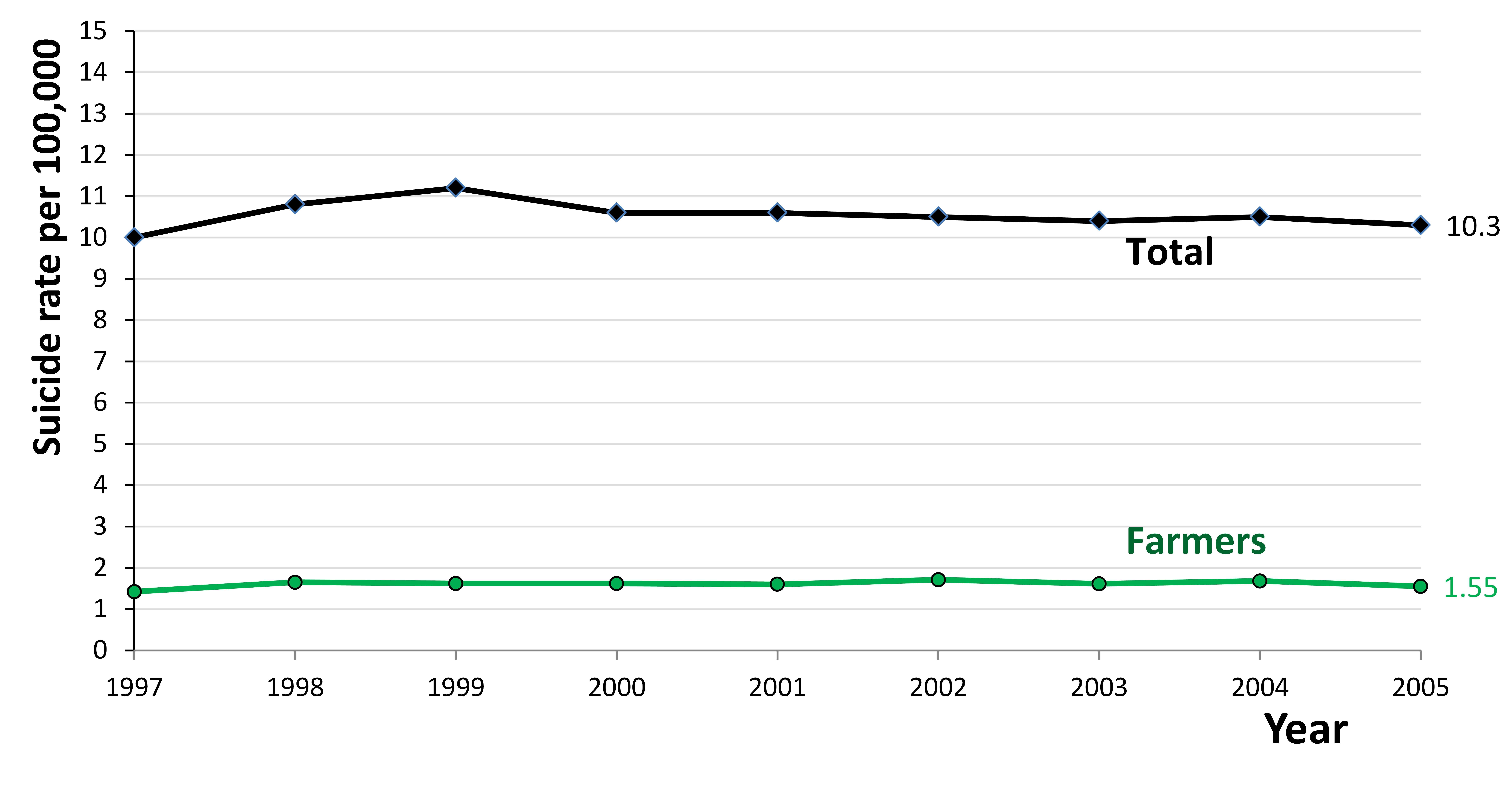
印度農民每10萬人中的自殺率與印度全國每10萬人中自殺率的比較。

NCRB在2012年發表的年度報告中稱印度有135,445人自殺身亡，其中13,755人是農民（11.2%）。於全國29個邦中，有5個邦（馬哈拉什特拉邦、安德拉邦、卡納塔卡邦、中央邦和喀拉拉邦）合計共發生10,486名農民自殺死亡的事件（76%）。
印度於2011年共有135,585人自殺，其中14,027人是農民。2010年有15,963名農民自殺，當年該國的自殺總數為134,599人。從1995年到2013年期間共有296,438名印度農民自殺身亡。印度在同一時期每年約有950萬人死於其他原因，如營養不良、疾病和與農業無關的自殺，這段期間的印度累計死亡人數為約1.71億人。
馬哈拉什特拉邦於2012年有3,786名農民自殺，約佔當年印度農民自殺總數（13,754人）的4分之1。該邦於2009年至2016年期間共有25,613名農民自殺身亡。
比哈爾邦和北方邦（按面積和人口計算是印度的兩個大邦）的農民自殺率比馬哈拉什特拉邦、喀拉拉邦和朋迪治里市低約10倍。北方邦於2012年有745名農民自殺，估計該邦人口為2.0543億。 北方邦於2014年發生8起農民自殺事件。
根據IFPRI發表的一項研究報告，印度在2005年至2009年期間，古吉拉特邦、喀拉拉邦、旁遮普邦和坦米爾納都邦的自殺人數分別為387人、905人、75人和26人。恰蒂斯加爾邦於2009年有1,802名農民自殺身亡，於2010年有1,126名農民自殺身亡，但該邦於2011年公佈農民自殺率降至零，而受到數據操縱的指控。
根據NCRB於2012年的數據，農民自殺統計如下（附註：印度NCRB列出不同職業類別的自殺情況，但農民類別中列出的自殺人數不一定是由於務農或農作物歉收所造成）：
根據NCRB的數據，2014年農民和農工的自殺人數增至12,360人，而2013年為11,772人。這些自殺事件中，有5,650起是農民，其餘6,710是農工。
至2018年，印度政府尚未公布2015年以後的農民自殺數據。NCRB局長伊什·庫馬爾（Ish Kumar）指出這些數據正在進行審核，2016年的報告預計將會推遲發佈。
| State          | 各邦農民自殺總數（未考慮各邦間人口差異） |
| -------------- | ---------------------------------------- |
| 馬哈拉什特拉邦 | 3,786人                                  |
| 安德拉邦       | 2,572人                                  |
| 卡納塔卡邦     | 1,875人                                  |
| 中央邦         | 1,172                                    |
| 喀拉拉邦       | 1,081                                    |
| 北方邦         | 745人                                    |
| 古吉拉特邦     | 564人                                    |
| 坦米爾那都邦   | 499人                                    |
| 阿薩姆邦       | 344人                                    |
| 哈里亞納邦     | 276人                                    |
| 拉賈斯坦邦     | 270人                                    |
| 奧迪薩邦       | 146人                                    |
| 賈坎德邦       | 119人                                    |
| 旁遮普邦       | 75人                                     |
| 比哈爾邦       | 68人                                     |
| 喜馬偕爾邦     | 29人                                     |
| 錫金邦         | 19人                                     |
| 特里普拉邦     | 18人                                     |
| 北阿坎德邦     | 14人                                     |
| 阿魯納查邦     | 11人                                     |
| 梅加拉亞邦     | 10人                                     |
| 米佐拉姆邦     | 10人                                     |
| 查謨和喀什米爾 | 10人                                     |
| 恰蒂斯加爾邦   | 4人                                      |
| 果阿邦         | 1人                                      |
| 曼尼普爾邦     | 0                                        |

| State          | Farmer suicides rate per 100,000 people (Top 25 states) |
| -------------- | ------------------------------------------------------- |
| 馬哈拉什特拉邦 | 3.3人                                                   |
| 卡納塔卡邦     | 3.12人                                                  |
| 喀拉拉邦       | 3.09人                                                  |
| 錫金邦         | 3.05人                                                  |
| 安德拉邦       | 3.0人                                                   |
| 西孟加拉邦     | 5.02人                                                  |
| 中央幫         | 1.59人                                                  |
| 印度平均       | 1.36人                                                  |
| 阿薩姆邦       | 1.11人                                                  |
| 哈里亞納邦     | 1.06人                                                  |
| 米佐拉姆邦     | 0.98人                                                  |
| 古吉拉特邦     | 0.94人                                                  |
| 阿魯納查邦     | 0.87人                                                  |
| 坦米爾那都邦   | 0.73人                                                  |
| 特里普拉邦     | 0.49人                                                  |
| 喜馬偕爾邦     | 0.42人                                                  |
| 拉賈斯坦邦     | 0.39人                                                  |
| 那加蘭邦       | 0.39人                                                  |
| 梅加拉亞邦     | 0.38人                                                  |
| 北方邦         | 0.37人                                                  |
| 賈坎德邦       | 0.37人                                                  |
| 奧迪薩邦       | 0.35人                                                  |
| 旁遮普邦       | 0.27人                                                  |
| 北阿坎德邦     | 0.14人                                                  |
| 查謨和喀什米爾 | 0.1人                                                   |
| 比哈爾邦       | .072人                                                  |
| 果阿邦         | 0.1人                                                   |
| 恰蒂斯加爾邦   | 0.02人                                                  |
| 曼尼普爾邦     | 0.00人                                                  |

| State          | Farmer suicides as a % of total suicides |
| -------------- | ---------------------------------------- |
| 馬哈拉什特拉邦 | 23.50                                    |
| 安德拉邦       | 18.10                                    |
| 北方邦         | 16.80                                    |
| 卡納塔卡邦     | 14.70                                    |
| 喀拉拉邦       | 12.70                                    |
| 中央幫         | 12.00                                    |
| 阿薩姆邦       | 10.50                                    |
| 錫金邦         | 10.50                                    |
| 哈里亞納邦     | 9.80                                     |
| 賈坎德邦       | 9.00                                     |
| 比哈爾邦       | 9.00                                     |
| 阿魯納查邦     | 8.50                                     |
| 古吉拉特邦     | 7.90                                     |
| 梅加拉亞邦     | 7.80                                     |
| 旁遮普邦       | 7.30                                     |
| 米佐拉姆邦     | 5.80                                     |
| 拉賈斯坦邦     | 5.60                                     |
| 喜馬偕爾邦     | 5.50                                     |
| 北阿坎德邦     | 3.30                                     |
| 坦米爾那都邦   | 2.90                                     |
| 奧迪薩邦       | 2.90                                     |
| 查謨和喀什米爾 | 2.40                                     |
| 特里普拉邦     | 2.10                                     |
| 果阿邦         | 0.30                                     |
| 恰蒂斯加爾邦   | 0.10                                     |
| 曼尼普爾邦     | 0.00                                     |

| Year   | Total farmer suicides (Not normalised for different populations of different states) |
| ------ | ------------------------------------------------------------------------------------ |
| 1995年 | 10,720人                                                                             |
| 1996年 | 13,729人                                                                             |
| 1997年 | 13,622人                                                                             |
| 1998年 | 16,015人                                                                             |
| 1999年 | 16,082人                                                                             |
| 2000年 | 16,603人                                                                             |
| 2001年 | 16,415人                                                                             |
| 2002年 | 17,971人                                                                             |
| 2003年 | 17,164人                                                                             |
| 2004年 | 18,241人                                                                             |
| 2005年 | 17,131人                                                                             |
| 2006年 | 17,060人                                                                             |
| 2007年 | 16,632人                                                                             |
| 2008年 | 16,796人                                                                             |
| 2009年 | 17,368人                                                                             |
| 2010年 | 15,964人                                                                             |
| 2011年 | 14,027人                                                                             |
| 2012年 | 13,754人                                                                             |
| 2013年 | 11,772人                                                                             |
| 2014年 | 12,360人                                                                             |
| 2015年 | 12,602人                                                                             |
| 2016年 | 11,379人                                                                             |
| 2017年 | 10,655人                                                                             |
| 2018年 | 10,349人                                                                             |
| 2019年 | 10,281人                                                                             |
| 2020年 | 10,677人                                                                             |
| 2021年 | 10,881人                                                                             |
| 2022年 | 11,290人                                                                             |

### 農民與其他職業的比較
帕特爾等人利用2001年和2003年的代表性調查樣本統計研究，推論印度於2010年可能的自殺模式。他們說，印度失業人士和其他非農業人士的自殺死亡率，總體而言，大約是農工和土地所有耕作者的3倍。即使在農村地區的各個行業，印度農工（包括農民）的自殺頻率並不比其他職業更頻繁。
計算每10萬名農民中發生的自殺率並不易取得明確的數字。因為每年各邦或全印度的實際農民總數無法取得，所有估計都是基於推測。由於印度在2001年的人口普查提供當年各邦準確的農民人數數據，因此估計2001年每10萬名農民中的自殺人數會更為正確。在2001年，每10萬名農民有12.9人自殺，高於同年度印度10.6人的整體自殺率。.以性別劃分，每10萬名男性農民中有16.2名自殺，而在全國，每10萬名男性中的自殺率為12.5人。在女性中，每10萬名女性農民中有6.2人自殺，而在全國，每10萬名女性的自殺率為8.5人。

### 農民總數
以10萬印度農民為基礎計算而得的農民自殺發生率，取決於當年估計的農民總數。印度農民總數的估計差異很大。有些計算耕種者的總數，有些在農民定義中同時包括耕種者和農工，而有些則包括從事任何形式的農業和農業活動的人。估計印度於2011年的農民總數為9,580萬 (佔總人口8%) 至2.63億 (佔總人口22%) 至4.5億 (佔總人口38%)，而當時印度的總人口數目超過12億。Others其他人估計的印度農民總數約為6億（佔總人口的50%）。 印度於2011年約有14,000名從事農業和農業活動的人自殺，對農民總數的不同估計，對每10萬農民自殺發生率的估計自然不同。此外，官方統計數據是否可靠也受質疑。 研究人員K. Nagaraj表示官方數據可能高估印度農民的總數，又將每年農民自殺的總數低估。相較之下，學者湯姆布拉斯 (Tom Brass) 認為印度的官方人口普查及調查全面將印度從事農業的總人數低估。

## 對農民自殺問題的回應
印度政府已指定幾項調查工作以了解農民自殺和與農業相關的困境原因。 國家農民委員會委員Krishak Ayog訪問印度所有農民自比率一向較高的農業地區，然後在2006年發表3份報告及提出建議。隨後當時的印度總理曼莫漢·辛格在同年前往維達爾巴訪問，並承諾提1,100億印度盧比（約24億美元）的援助計劃。政府也向自殺身亡農民的家屬提供10萬盧比（1,200美元）的恩惠性給付，但金額曾經歷過多次更改。

### 2006年救濟計畫
印度政府於2006年認定安德拉邦、馬哈拉什特拉邦、卡納塔卡邦和喀拉拉邦4個邦的31個地區具有相對較高的農民自殺率。為減輕這些農民的痛苦而啟動一項特定的復興計畫，為農民提供債務減免、改善機構信貸提供、改善灌溉設施、聘用專家和社會服務人員提供農業支援服務，以及透過引入園藝、畜牧業、乳製品和漁業以增加收入機會。印度政府也宣佈經由總理國家救濟基金向農民提供恩惠性現金援助。此外，印度政府也宣佈下列措施：
- 對大眾媒體大量報導的馬哈拉什特拉邦維達爾巴地區，其中6個受影響地區的所有農民家庭每戶給予500萬盧比（60,000美元）的現金，助其償還債務本金。
- 截至2006年6月30日，當地有71.2億印度盧比（8,500萬美元）的積欠利息受到免除。經費由中央政府和邦政府平均分擔。
- 政府為維達爾巴農民創建一項總額為127.5億印度盧比（1.5億美元）的特殊信貸機構，授權由印度國家農業與鄉村發展銀行（英语：National Bank for Agriculture and Rural Development）（NABARD）和其他銀行組成的團隊運作，以確定能將新的信貸流向該地區農民。
- 撥款217.7億印度盧比（2.6億美元）用於改善維達爾巴灌溉基礎設施，以確定當地農民能取得穩定的灌溉。

### 農業債務減免和債務減免計劃，2008年
印度政府隨後於2008年實施農業債務減免和債務減免計劃，有超過3,600萬名農民受益，投入的資金達6,530億盧比（78億美元）。這筆支出係為清償農民債務本金及利息，並特別針對使用農民信用卡（Kisan Credit Card）取得直接農業貸款的農戶，以減輕其財務負擔。

### 區域倡議
印度各邦政府也推出自有的措施來幫助防止農民自殺。馬哈拉什特拉邦政府於2006年成立一專門小組來處理農戶困境，名為瓦桑特拉奧·奈克農民自立發展計畫（Vasantrao Naik Sheti Swavlamban Mission），總部設在該邦的阿姆勞蒂。卡納塔卡邦政府也成立一研究農民自殺問題的小組，由農業大學前副校長Veeresh博士擔任主席，Deshpande教授擔任成員。

#### 馬哈拉什特拉邦法案規範農民貸放條款，2008年
馬哈拉什特拉邦是受農民自殺影響最嚴重的邦之一，該邦政府於2008年通過《放款（監管）法》，以規範所有向農民提供的私人放款行為。法案規定向農民提供的任何貸款的最高利率，（將其設定為略高於印度儲備銀行的放貸利率），更重要的是將尚未償還的貸款也納入管制範圍。

#### 馬哈拉什特拉邦救濟計劃，2010年
馬哈拉什特拉邦政府於2010年將無照放債人索償行為定為非法。邦政府也宣佈成立鄉村農民自助小組來發放政府資助的貸款、低利農作物保險計劃（保費由農民及政府平均分攤），並在自殺率較高地區提供當地農民取得其他收入的機會，例如飼養家禽、生產乳製品和實施養蠶業。政府進一步宣佈將在集團婚禮計畫（Samudaik Lagna）下設立一個基金，每年為每個地區提供1,000萬盧比（12萬美元）經費，用於社區婚禮儀式，讓許多男女集團結婚，以最大限度將婚禮的費用降低 – 此費用也是當地農民無力負擔而導致自殺的原因之一。

#### 喀拉拉邦農民債務減免委員會（修正案）法案，2012年
喀拉拉邦於2012年將《2006年喀拉拉邦農民債務減免委員會法案》修訂，為所有在2011年之前陷入債務困境的農民提供協助。

### 2013年收入來源多元化計劃
印度政府於2013年為安德拉邦、馬哈拉什特拉邦、卡納塔克邦和喀拉拉邦等農民自殺率較高地區推出一項特別畜牧業和漁業計劃。目的在讓農民的收入來源多樣化。整個計畫的經費為9.12億印度盧比（1,100萬美元）。

### 政府應對措施的成效
學者Surinder Sud表示印度政府的因應措施和救濟方案的總體成效不彰、方向錯誤且有缺陷。措施所關注的是信貸和放款，而非針對收入、生產力和農民生活水準提升。由於不利於農民的法律，農民沒有經營、出售或租賃農地或農產品的空間。為農民償還未償本金和利息只有助於放債人，但未能為農民創造可靠和良好的收入來源。高利貸業者仍然收取24%至50%的利率，而農民的土地創收潛力仍無法提高，同時又受氣候條件影響。Surinder Sud指出政府未能理解債務減免只會將問題發生的時間往後推，長期解決農民困境的辦法只能依靠可靠的收入來源、更高的農作物產量、穩定的灌溉和其他良好的基礎設施來達成。 學者Ramesh Golait在印度儲備銀行刊出的一篇論文中認為政府在應對農民自殺報導後宣佈的作物多樣化倡議能發揮積極作用。他補充道，"印度農業仍存在以下問題：i) 生產力低下、ii) 地下水水位下降、iii) 利率高昂的信貸、iv) 扭曲的市場、v) 許多中間商和仲介將成本拉高，卻沒提高附加價值、vi)扼殺私人投資的法律、vii）農產品價格受到控制、viii）基礎設施薄弱、ix）不合理的研究工作。不顧前項因素而僅強調信貸將對農業無助"。Ramesh Golait另外建議，為解決印度農民的困境，政府應更積極創造和維護可靠的灌溉和其他農業基礎設施。

## 國際間比較
農民自殺是一全球現象。除印度外，對斯里蘭卡、美國、加拿大和澳大利亞的研究均顯示農業是一種高壓力職業，其成員的自殺率高於一般其他的職業。對於小規模農戶和發生經濟困難時期後尤其是如此。同樣的，研究人員Fraser等人在對52份學術出版物進行審查後的結論是英國、歐洲、澳大利亞、加拿大和美國的農業人口自殺率是所有行業中最高，而且越來越多的證據顯示此行業的自殺率最高。Fraser等人聲稱全球農民自殺背後有許多原因，包括心理健康問題、自然環境、家庭問題、經濟壓力和不確定性。根據報告，英國和美國等已開發國家的農民自殺率明顯比一般民眾為高。

## 流行文化中的描述
其中受到最廣泛注意的作品之一是《尼祿的客人（Nero's Guest,）》，這是一部以第一人稱呈現的紀錄片，記錄《印度教徒報》鄉村事務編輯P. Sainath報導馬哈拉什特拉邦維達爾巴和馬拉瓦達（Marathwada）地區農民的自殺事件，並立即引起印度政府的關注，隨後總理也前往受災地區訪問。印度製片人Atul Pandey於2008年製作的電影 -《2007年夏天》，重點在關注馬哈拉什特拉邦維達爾巴地區的農民自殺問題，2010年代的寶萊塢電影農夫 、霹靂村直播、2023年作品亂世勇者以及2014年坦米爾語電影利刃也是如此。在此之前，由Fred de Sam Lazaro執導的一部紀錄片（邁向死亡的土地（The Dying Fields））於2007年8月在名為廣角的電視影集系列中播出。 2010年得獎影片《津津有味》以馬哈拉什特拉邦農民自殺的情感議題為背景，劇情著眼於農民的無能為力，及債務對其家庭的影響。安舒爾辛哈 (Anshul Sinha) 在其2018年出品的電影《泥土：回到根源》中展現農業危機及其可能的解決方案。
位於美國舊金山的國際婦女博物館於2009年在其名為《經濟：婦女與全球經濟》的特展中可觀察到農民自殺對其妻與子女生活的影響。為展覽製作的幻燈片"不停膨脹的債務"和策展人馬蘇姆·莫瑪亞（Masum Momaya）撰寫，題為"她自己的錢"的隨附文章顯示有多少寡婦背負丈夫的債務，被迫成為契約勞工，不停工作來償還債務。這種寡婦不易尋得第二春，社區中的男人不願意為她們承擔債務。